# 鉛刀玄花介
鉛刀玄花介（学名：Hemicytheridea chiantaoa）为粗面介科玄花介屬下的一个种。